# Lagata
Lagata település Spanyolországban,  Zaragoza tartományban. Lagata Letux, Moneva és Samper del Salz községekkel határos. Lakosainak száma 115 fő (2024).

## Népesség
A település népessége az utóbbi években az alábbiak szerint változott:
| Lakosok száma | 139  | 132  | 144  | 137  | 135  | 133  | 119  | 111  | 109  | 115  |
|               | 2001 | 2004 | 2007 | 2009 | 2012 | 2014 | 2017 | 2019 | 2022 | 2024 |